# Диснейленд-Резорт (станция метро)
«Диснейленд-Резорт» (англ. Disneyland Resort, иер. 迪士尼, кант.-рус. Тиксинэй, кит.-рус. Дишини) — станция Гонконгского метрополитена на линии Диснейленд-Резорт. Расположена в округе Чхюньвань на острове Лантау. Открыта 1 августа 2005 года вместе со всей линией.

## Схема
| Зал (Уровень земли)        | Зал                                         | Диснейленд Гонконга                         |
| Зал (Уровень земли)        | Зал                                         | Выход, транспортные развязки                |
| Зал (Уровень земли)        | Зал                                         | Обслуживание посетителей, билетные автоматы |
| (Первый уровень) Платформа | Platform 1                                  | В направлении к станции Санни-Бей           |
| (Первый уровень) Платформа | Боковая платформа, двери открываются справа |                                             |
| (Первый уровень) Платформа | -                                           | магазины и туалеты                          |

## Дизайн
Дизайн станции выполнен в викторианском стиле с просторными открытыми пространствами. В оформлении также используется тематика Диснея. Это вторая станция метрополитена Гонконга, имеющая только одну платформу (другая — станция «Поулам» линии Чёнкуаньоу). На станции установлены автоматические платформенные ворота.
Станция оборудована двумя эскалаторами. На станции расположены 2 небольших вестибюля. Выход только один — к гонконгскому Диснейленду.

## Галерея
| - Вход в Диснейленд Гонконга - Станция ночью - Станция «Диснейленд» - Платформа |